# Soendaspookdier
Het soendaspookdier (Cephalopachus bancanus) (ook: sundaspookdier) is een zoogdier uit de familie van de spookdiertjes (Tarsiidae). De wetenschappelijke naam van de soort werd voor het eerst geldig gepubliceerd door Thomas Horsfield in 1821.

## Kenmerken
Als ze volwassen zijn, hebben ze een lichaamslengte van 10 tot 16 centimeter. Opvallend is hun dunne en lange staart, die 18 tot 23 cm lang is en waarvan alleen het uiteinde behaard is. Het dier bezit lange vingers. Aan de tenen bevinden zich kussentjes en scherpe nagels, waarmee het zich aan takken vastklampt. De staart kan anderhalf keer zo lang zijn als zijn lichaam of zelfs nog wat langer. Zoals alle spookdiertjes kunnen zij ook hun kop helemaal ronddraaien zonder hun lichaam te bewegen. Het lichaamsgewicht bedraagt 18 tot 135 gram.

## Leefwijze
Soendaspookdieren zijn solitair en uitstekende springers en klimmers, die overwegend in de bomen leven. Overdag houden ze zich schuil en pas wanneer de schemering invalt, actief op zoek gaan naar voedsel, hoofdzakelijk insecten. Ze vangen hun prooi in een snelle beweging met hun handen.

## Voortplanting
De wijfjes krijgen gewoonlijk één jong per jaar, dat al volledig behaard ter wereld komt, de ogen al geopend heeft en in staat is om te lopen en te springen. De draagtijd bedraagt 180 dagen.

## Verspreiding
Het soendaspookdier komt voor op een aantal Indonesische eilanden, zoals Borneo en Zuid-Sumatra in beboste en waterrijke streken.

## Taxonomie
In 2010 verhieven Groves & Shekelle de status van het vroegere ondergeslacht Cephalopachus tot de rang van geslacht. De onderverdeling is dan als volgt:
- Geslacht: Cephalopachus (Swainson, 1835)
  - Soort: Soendaspookdier (Cephalopachus bancanus)
    - Ondersoort: Cephalopachus bancanus bancanus (Horsfield, 1821) – komt voor op Sumatra en op Bangka.
    - Ondersoort: Cephalopachus bancanus borneanus (D. G. Elliot, 1910) – komt voor op Borneo en op de Karimata-eilanden.
    - Ondersoort: Cephalopachus bancanus natunensis (Chasen, 1940) – komt voor op de Natuna-eilanden.
    - Ondersoort: Cephalopachus bancanus saltator (D. G. Elliot, 1910) – komt voor op Belitung.